# Terrero Tametate
Terrero Tametate är en ort i Mexiko.   Den ligger i kommunen Tantoyuca och delstaten Veracruz, i den sydöstra delen av landet, 230 km norr om huvudstaden Mexico City. Terrero Tametate ligger 114 meter över havet och antalet invånare är 223.
Terrängen runt Terrero Tametate är huvudsakligen platt, men den allra närmaste omgivningen är kuperad. Runt Terrero Tametate är det ganska tätbefolkat, med 72 invånare per kvadratkilometer. Närmaste större samhälle är Tantoyuca, 4,4 km nordost om Terrero Tametate. Trakten runt Terrero Tametate består till största delen av jordbruksmark.